# Onofrio Panvinio

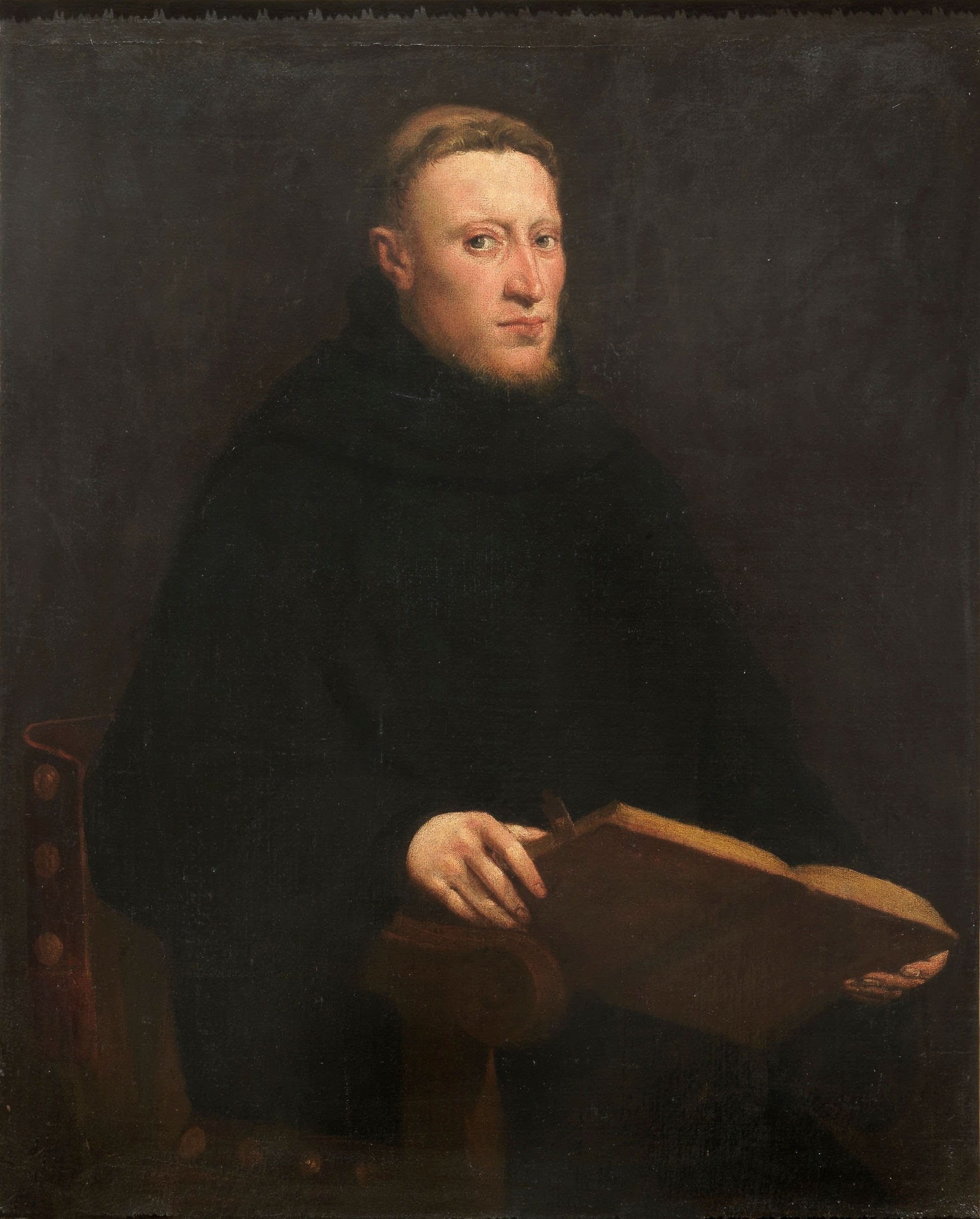
Onofrio Panvinio. Schilderij door Tintoretto

Onofrio Panvinio, geboren Giacomo Panvinio (Verona, 23 februari 1530 – Palermo, 7 april 1568) was een Italiaans Augustijnermonnik, (kerk)historicus en archeoloog van de Romeinse oudheid. Hij was bibliothecaris in de Vaticaanse bibliotheek in Rome, hoofdstad van de Pauselijke Staat.
Zijn kloosternaam was Onofrio, zijn doopnaam Giacomo.

## Levensloop
Op de leeftijd van elf jaar werd hij kloosterling bij de orde der Augustijnen (1541). Een zekere Seripando trok hem in 1549 naar Rome omwille van Panvinio’s interesse in de Romeinse Oudheid. Panvinio werd bibliothecaris in de Vaticaanse bibliotheek. In 1553 behaalde hij in Rome de graad van baccalaureus in de vrije kunsten. Hierna werd hij docent theologie voor jonge Augustijnen in de opleidingsschool in Firenze. Het lesgeven combineerde hij met studies theologie, archeologisch opzoekingswerk in Rome en veel leeswerk in bibliotheken in Italiaanse en Duitse steden. In 1559 studeerde hij af als doctor in de theologie.
Intussen had paus Pius IV hem benoemd tot corrector en revisor van boeken in de Vaticaanse bibliotheek (1556). Dit ambt liet hem toe eigenhandig onderzoek uit te voeren. In Rome verwierf hij faam als kerkhistoricus en archeoloog. Hij daalde af in de Romeinse crypten en kelders, naast zijn ononderbroken studiewerk van de Romeinse Oudheid. Zijn beschermheer aan het pauselijk hof was kardinaal Alessandro Farnese, mecenas van Roomse humanistische geleerden. Andere beschermheren waren kardinaal Marcello Cervini, die kortstondig paus Marcellus II was, en kardinaal Giovanni Angelo Medici, de latere paus Pius IV.
Panvinio stierf op reis toen hij kardinaal Farnese begeleidde naar een synode in Monreale, nabij Palermo op Sicilië. Hij werd doodziek binnengedragen in het Augustijnenklooster van Palermo waar hij overleed.

## Werken
De lijst van zijn publicaties is te vinden in Wikisource. 
Panvinio is de auteur van geschriften en boeken over liturgie, Romeinse geschiedenis, Roomse geschiedenis en theologische onderwerpen. Zijn publicaties zijn geen omvangrijke boeken want hij trok al schrijvend reeds op onderzoek naar nieuwe onderwerpen: consuls van het Romeinse Rijk, Romeinse families, opperbevelhebbers in Italië, kerkvorsten en zo meer. Zijn werken maar ook zijn nota’s en onafgewerkte manuscripten zoals bijvoorbeeld Antichità Veronesi liggen opgeslagen in de Vaticaanse bibliotheek.